# Giovanni Rossi (anarchico)
Giovanni Rossi (Pisa, 11 gennaio 1856 – Pisa, 9 gennaio 1943) è stato un agronomo, veterinario e anarchico italiano.

## Biografia
Di professione agronomo e veterinario, fin dall'infanzia è influenzato dalle letture dei padri fondatori dell'anarchismo storico come Proudhon, Kropotkin e Bakunin, ma soprattutto viene profondamente affascinato da quello che comunemente viene definito socialismo utopistico, cioè quegli scritti e quegli ideali che partendo dalla Repubblica di Platone e attraverso l'Utopia di Moro e La città del sole di Tommaso Campanella, giungono fino ai testi di Fourier, Cabet e Robert Owen.

## Il positivismo anarchico
Se politicamente questi possono essere considerati i maestri di Rossi, filosoficamente egli è formato dalla scuola positivista, che in quegli anni della seconda metà dell'Ottocento costituisce il pensiero predominante, almeno in Europa. Ed è in seno alle categorie positiviste che la teoria anarchica di Rossi acquisisce una prospettiva prettamente scientifica.
La politica, intesa come il sapere che studia la migliore organizzazione sociale possibile, viene ad assumere lo status di scienza, e dunque al socialismo e all'anarchia in particolare devono essere rigorosamente applicati i metodi e i criteri di studio scientifici utili a stabilirne l'efficacia. Ecco allora che essi devono essere in grado di sottoporsi ad una prova empirica sperimentale, devono essere messi letteralmente alla prova, in modo da raggiungere definitivamente una soluzione che si dichiari scientifica e che abbia dunque la validità per esprimersi in termini positivi o negativi che siano.
Con questo progetto in mente, Rossi si mette in contatto con alcuni tra i nomi più influenti della sinistra politica italiana del tempo - Turati, Bissolati, Errico Malatesta, Andrea Costa -, nel tentativo di ricevere consigli ma soprattutto un appoggio, certamente morale ma più che altro materiale.

## Cittadella

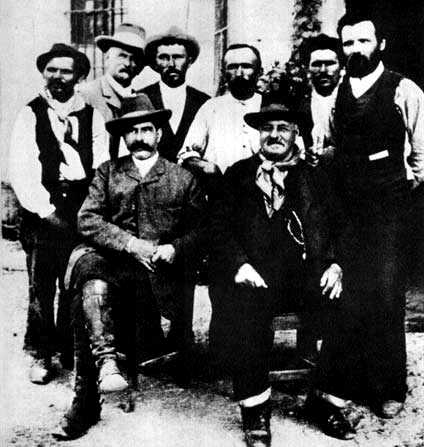
Rossi, Giuseppe Mori e compagni in Cittadella.

Un primo tentativo di esperimento si svolgerà così a Stagno Lombardo, nel cremonese, dove con l'appoggio del proprietario di un piccolo podere si giungerà nel 1887 ad appaltare il terreno ai contadini che allora vi lavoravano come salariati, raggiungendo in breve tempo risultati sorprendenti, tanto che all'expo parigina del 1889 il podere di Cittadella - così si chiamava -, viene premiato con la medaglia d'argento per i traguardi raggiunti nella produzione agricola.
Nonostante gli ottimi risultati, Rossi non è però pienamente soddisfatto dell'esperimento, poiché se vero che in quell'occasione si giunse ad una completa autogestione e collettivizzazione del lavoro, questo non accadde per le relazioni e la vita dei lavoratori: non si giunse cioè alla socializzazione degli interessi, il socialismo. L'esperimento di Rossi non aveva dunque raggiunto l'obiettivo preposto; quello di verificare l'efficacia di una convivenza di stampo libertario.
Abbandonato quel progetto, Rossi decide di ritentare l'esperimento in un luogo da utilizzare come vero e proprio laboratorio sociale, che potesse presentare le condizioni ottimali per una prova sperimentale.

## La colonia Cecilia
Nell'aprile del 1890 parte così insieme ad altri 5 pionieri verso il Brasile e si stabilisce nello stato del Paraná. Qui, in meno di un anno la popolazione, attratta da speranze di vita migliori di quelle che era costretta a sopportare in Italia giunse a contare circa 250 unità. Per 4 anni la colonia, chiamata Cecilia in onore ad un'immaginaria musa libertaria, sopravvisse senza alcuna organizzazione politica né religiosa nonostante le non poche difficoltà, ma poi fu costretta a soccombere.
L'esperimento della colonia Cecilia terminò per diversi motivi: primo fra tutti la miseria e la povertà materiale che la caratterizzava; in secondo luogo l'ostilità della vicina comunità polacca, fortemente cattolica; poi il clero stesso e i diversi provvedimenti ostracistici dell'amministrazione locale; infine le malattie date dall'impossibilità di un'igiene corretta e dalla mancanza di un'alimentazione sana, oltre che, certamente, i vari problemi interni legati ad una convivenza anarchica e soprattutto legati alla dottrina del libero amore che Rossi propagandava. Egli stesso difatti si proponeva come esempio concreto conducendo una concorde relazione amorosa poligamica che, sebbene in linea teorica fosse sostenuta da tutti, nella pratica, suscitava non pochi timori.
Nonostante Rossi fosse pienamente consapevole di tutto questo, in realtà non ritenne mai la colonia Cecilia un fallimento. D'altronde egli stesso l'aveva abbandonata già un anno prima della sua fine, dichiarando che l'esperimento era riuscito, ma che, date le numerose difficoltà materiali, sarebbe stato inutile continuare. Secondo l'opinione di Rossi una vita di tipo anarchico era fattibile ed auspicabile, ma l'umanità non ne era ancora pronta, poiché troppo legata ai sentimenti egoistici e rivaleggianti che generazioni di vita borghese avevano instillato negli atteggiamenti delle persone.